# د
‎（阿拉伯语：‎）是阿拉伯字母中的第8個字母，屬於太陽字母。

## 概要

### 字源
源於腓尼基字母𐤃，與希伯來字母「ד」、希臘字母的「Δ」、拉丁字母的「D」和西里爾字母的「Д」同源。加點的「ذ」為其變種。

### 讀音
在現代標準阿拉伯語中發音為濁齒齦塞音/d/。在某些阿拉伯語方言中，「ذ」的發音與該字母相同。

### 字體變化
依據字母在詞語位置的不同，其書寫形式也會有所變化：
| 在词语中的位置：        | 独立 | 尾部 | 中部 | 首部 |
| ----------------------- | ---- | ---- | ---- | ---- |
| 誊抄体： （显示异常？） | د‎    | ـد‎   | ـد‎   | د‎    |
| 波斯体： （显示异常？） | د‬    | ـد‬   | ـد‬   | د‬    |